# Vujadin Boškov
Vujadin Boškov (srbsky Вујадин Бошков; 16. května 1931, Begeč – 27. dubna 2014, Novi Sad) byl srbský fotbalista a fotbalový trenér.
Jako hráč nastupoval na pozici záložníka a v letech 1951–1958 odehrál za jugoslávskou fotbalovou reprezentaci 57 utkání. Zúčastnil se dvou světových šampionátů, ve Švýcarsku roku 1954 a ve Švédsku 1958. Na olympijských hrách roku 1952 získal stříbrnou medaili. Hrál za Vojvodinu Novi Sad, Sampdorii Janov a Young Fellows Zürich.
Jako trenér dosáhl největšího úspěchu se Sampdorií Janov, s níž v sezóně 1989/90 vybojoval Pohár vítězů pohárů. V další sezóně s ní získal titul italského mistra. Jako trenér Realu Madrid se stal mistrem Španělska (1979/80), s Vojvodinou mistrem Jugoslávie (1964/65).
Je autorem často citovaného výroku „penalta je, když ji rozhodčí pískne“.